# Ostrówki (województwo podlaskie)
Ostrówki (białorus. Астроўкі) – wieś w Polsce położona w województwie podlaskim, w powiecie białostockim, w gminie Zabłudów.
W latach 1975–1998 miejscowość położona była w województwie białostockim.
W Ostrówkach występuje gwara języka białoruskiego bardzo zbliżona do jego odmiany literackiej. Współcześnie jednak gwara ta intensywnie zanika i jeśli jest używana to przez starsze pokolenie mieszkańców wsi.
Prawosławni mieszkańcy wsi należą do parafii Zaśnięcia Najświętszej Marii Panny w Zabłudowie, a wierni kościoła rzymskokatolickiego do parafii św. Apostołów Piotra i Pawła w Zabłudowie.